# Айви, Фил
Фил Айви (англ. Phillip D. Ivey; род. 1 февраля 1977, Риверсайд (Калифорния), США) — профессиональный игрок в покер, обладатель одиннадцати браслетов Мировой серии покера, победитель турнира Мирового тура покера, восемь раз попадал за финальный стол турниров мирового тура, что является рекордом.

## Биография
Фил познакомился с покером в восьмилетнем возрасте, когда его дедушка начал учить его игре в Семикарточный стад. Детская забава быстро переросла в серьёзное увлечение. Уже в подростковом возрасте родители пытались помешать этому, но безуспешно. С шестнадцати лет Фил стал играть в казино Атлантик-Сити, используя поддельное удостоверение личности. В то время Айви только набирался опыта и много проигрывал, но почти не покидал казино. За это его прозвали No Home Jerome (Бездомный Джером). Тогда всем казалось, что этот парень обречён на неудачу в покере, но сам Фил верил в свою звезду и решил начать профессиональную карьеру, оставив работу в телемаркетинговой компании.
Первое появление в призовой зоне турниров датируется 1 декабря 1998 года, когда Фил выиграл 1000 долларов в турнире по Семикарточному Стаду. Далее он переключился на cash game в различных казино США. В этих играх ему удалось накопить солидный банкролл. В 2000 году Айви впервые участвовал на WSOP и дошёл до финального стола в турнире по Пот-лимитной Омахе. В решающих битвах ему противостояли настоящие легенды покера — Амарилло Слим и Фил Хельмут. Однако и Айви к тому времени добился серьёзного прогресса в игре, что позволило ему обыграть своих именитых соперников и получить золотой браслет, заработав 195 000 долларов. Это достижение стало отправной точкой его будущих побед. Именно тогда он приобрёл уверенность в своих силах и осознал, что в покере ему суждено добиться заоблачных высот.
В 2002 году Фил Айви триумфально выступил на WSOP — 3 чемпионских браслета! Ему сопутствовал успех в турнирах по Семикарточному Стаду и Семикарточному Стаду «Восьмёрки или выше», а также в турнире по D.I.C.K.
В 2003 году Фил Айви попал на два финальных стола турниров World Poker Tour (WPT) и на три финальных стола WSOP.
2005 год стал удачным годом для Айви: два финальных стола WPT, второе место в круговом соревновании WSOP на озере Тахо Harrah, кроме того первое место и пятый браслет WSOP в турнире по «Омаха пот-лимит» с бай-ином 5000 долларов за который Фил получил 630 685 долларов призовых. Также Фил выиграл 1 миллион долларов, заняв первое место в турнире Monte Carlo Millions. Поразительно, но 24 часа спустя он выиграл ещё 600 000 долларов, заняв первое место в турнире «The FullTiltPoker.Net Invitational Live from Monte Carlo»
с 2006 по 2008 год в турнирах Айви выиграл около 4 млн долларов. Особняком стоит турнир LA Poker Classic в рамках WPT, в котором Айви занял первое место и выиграл 1 596 100 долларов.
2009 стал годом настоящего триумфа для Айви. На WSOP он выиграл 2 браслета и попал за финальный стол WSOP Main Event, который закончил на седьмом месте, заработав 1 404 014 долларов. Помимо турнира 2009 года Айви несколько раз подходил довольно близко к финальному столу главного события WSOP: в 2002 году — 23-е место, в 2003 — 10-е место, в 2005 — 20-е место.
В начале 2010 года Фил Айви был назван «лучшим игроком десятилетия» по версии авторитетного издания «BluffMagazine». Это позволило ему встать в один ряд с такими игроками, как Дойл Брансон (1970-е), Джонни Чен (1980-е) и Фил Хельмут (1990-е). За этот год Фил выиграл ещё 1 623 231 долларов.
В 2011 году Фил решил не участвовать в WSOP, посчитав, что это будет неуважительно по отношению к игрокам, которые пострадали из-за запрета работы покер-рума «Full Tilt Poker» на территории США, который, в отличие от «PokerStars», не выполнил перед своими игроками финансовых обязательств.
Возвращение в 2012 году на арену покера получилось грандиозным: за серию турниров Aussie Millions Poker Championship Айви выиграл 2,2 млн долларов, а на Мировой серии покера попал сразу за 5 финальных столов, но ни на одном из них ему не удалось завоевать браслет.
В 2013 году на 2013 World Series of Poker Asia-Pacific Айви выиграл свой 9 браслет.
По состоянию на 2013 год его турнирные выигрыши составили 17,5 млн долларов.
Несмотря на успехи Айви в турнирном покере, основной источник дохода одного из самых успешных игроков мира — это «кэш игра».
Айви регулярно принимает участие в игре на наличные деньги. В феврале 2006 года он играл один на один против миллиардера Эндрю Била по ставкам $25 000/$50 000 и за три дня выиграл более 16 млн долларов. С тех пор миллиардер поклялся больше никогда «не играть в проклятый покер».
Помимо живой игры Айви активно играет в онлайн покер на сайте Full Tilt poker(до закрытия) и PokerStars под ником «Polarizing» и «RaiseOnce»
В 2013 году открыл свой покерный клиент Iveypoker.
В январе 2014 года открыл покерную школу, названную в свою честь Ivey League. Название сайта звучит почти идентично «Лиге плюща» (Ivy League) — ассоциации восьми лучших частных университетов на востоке США. Тренерами покерной школы стали деловой партнёр Айви Аарон Джонс, профессиональные покеристы Дэн Смит, Тони Данст, Эндрю Лихтенбергер, Дженнифер Харман. Несмотря на звёздный состав школы, она закрылась 16 апреля 2017 года.
В октябре 2017 года Фил Айви объявил о возвращении в турнирный покер.